# Abrud (stad)
Abrud (Latijn: Alburnus Minor, Hongaars: Abrudbánya) is een stad in het westen van Roemenië, in de regio Transsylvanië. De stad ligt in het district Alba. Er wonen ongeveer 6803 mensen in de gemeente Abrud. Abrud ligt in het dal van de Arieș Mic.
In de Romeins-Dacische tijd heette de stad Alburnus Minor. Abrud was het revolutionaire centrum van Roemenië in 1784 en 1848-1849. Er werd tijdens deze opstanden van de Roemeense bevolking tegen de Habsburgse overheersers veel bloed vergoten. De Hongaarse bevolking van de stad (ambtenaren en hoger personeel van de mijn) moest het vergelden.
Al sinds de oudheid wordt er goud gewonnen in Abrud en omgeving.

## Geschiedenis
De geschiedenis van Abrud wordt gedomineerd door de mijnen. Vanaf de 10e eeuw werden de oorspronkelijke bewoners van het gebied afgelost door hoogopgeleide Saksische mijnwerkers die de stad Grossz-Schlatten noemden. Tussen 1300 en 1550 was de stad het centrum van de goudmijnen in het Koninkrijk Hongarije. In de 16e eeuw werd Transsylvanië een zelfstandig vorstendom en werd er weer veel geïnvesteerd in de mijnbouw. In 1784 kwam het tot een opstand van de Roemeenstalige arbeiders en boerenbevolking en de door verhongaarste Saksen en Hongaren gedomineerde mijnstad. In 1849 volgde er weer een inval in de stad door de Roemeenstalige revolutionairen. Er vielen volgens het kerkregister van de Hongaarse Unitarische Kerk 182 doden. Na de revolutiejaren volgde weer een opbloei van de stad tijdens de Oostenrijks-Hongaarse monarchie. In 1910 was ongeveer 40% van de 2938 stedelingen Hongaarstalig, 58% Roemeenstalig en de rest van de bevolking Duitstalig. Nog geen tien jaar later stortte de monarchie in en verlieten vele Hongaren het toen Roemeens geworden stadje voorgoed. De meesten kwamen terecht in het sterk verkleinde Hongarije. Aan het eind van de 20ste eeuw en het begin van de 21ste eeuw was Abrud een stadje dat kampte met een dalende bevolking en veel werkloosheid. Plannen om in het nabijgelegen Rosia Montana een nieuwe mijn te openen, zouden de regio opnieuw moeten laten opbloeien. Milieuactivisten wisten deze ontwikkeling echter steeds tegen te houden.

## Bevolking
In 1910 waren er 7749 inwoners in de gemeente, waarvan 6316 Roemenen, 1329 Hongaren (17%) en 35 Duitsers.
In 1992 waren er 6729 inwoners, waarvan 6556 Roemen, 145 Hongaren, 13 Roma en 10 Duitsers.
In 2002 waren er 6195 inwoners in de stad, waarvan 6080 Roemenen, 76 Hongaren (1,2%), 33 Roma en 3 Duitsers.
In 2011 waren er 4944 inwoners in de stad, waarvan 4789 Roemenen, 38 Hongaren (0,7%), 18 Roma.
In 2021 waren er 4.360 inwoners in de gemeente, waarvan 3.853 Roemenen, 50 Hongaren en 26 Roma.

### Hongaren van Abrud
Het Hongaarse deel van de bevolking is na het verdrag van Trianon (1920) grotendeels vertrokken toen Abrud werd toegewezen aan Roemenië. Bijzonder is dat de drie Hongaarse kerken (Hongaarse Gereformeerde Kerk, Hongaarse Rooms-Katholieke Kerk en Hongaarse Unitarische Kerk) nog tot op de dag van vandaag het centrum van Abrud domineren.
De Gereformeerde Kerk en de Rooms-Katholieke Kerk worden nog gebruikt voor regelmatige diensten, de Unitarische Kerk is een bouwval en tegenwoordig weer in handen van de Hongaren van Abrud. Volgens de volkstelling van 2011 heeft de Rooms-Katholieke Kerk 31 aanhangers en de Hongaarse Gereformeerde Kerk 38. Tijdens de volkstelling van 2021 is het aantal Rooms Katholieken gedaald naar 26 en het aantal Hongaars Gereformeerden nagenoeg stabiel gebleven met 37 personen.

## Fotogalerij

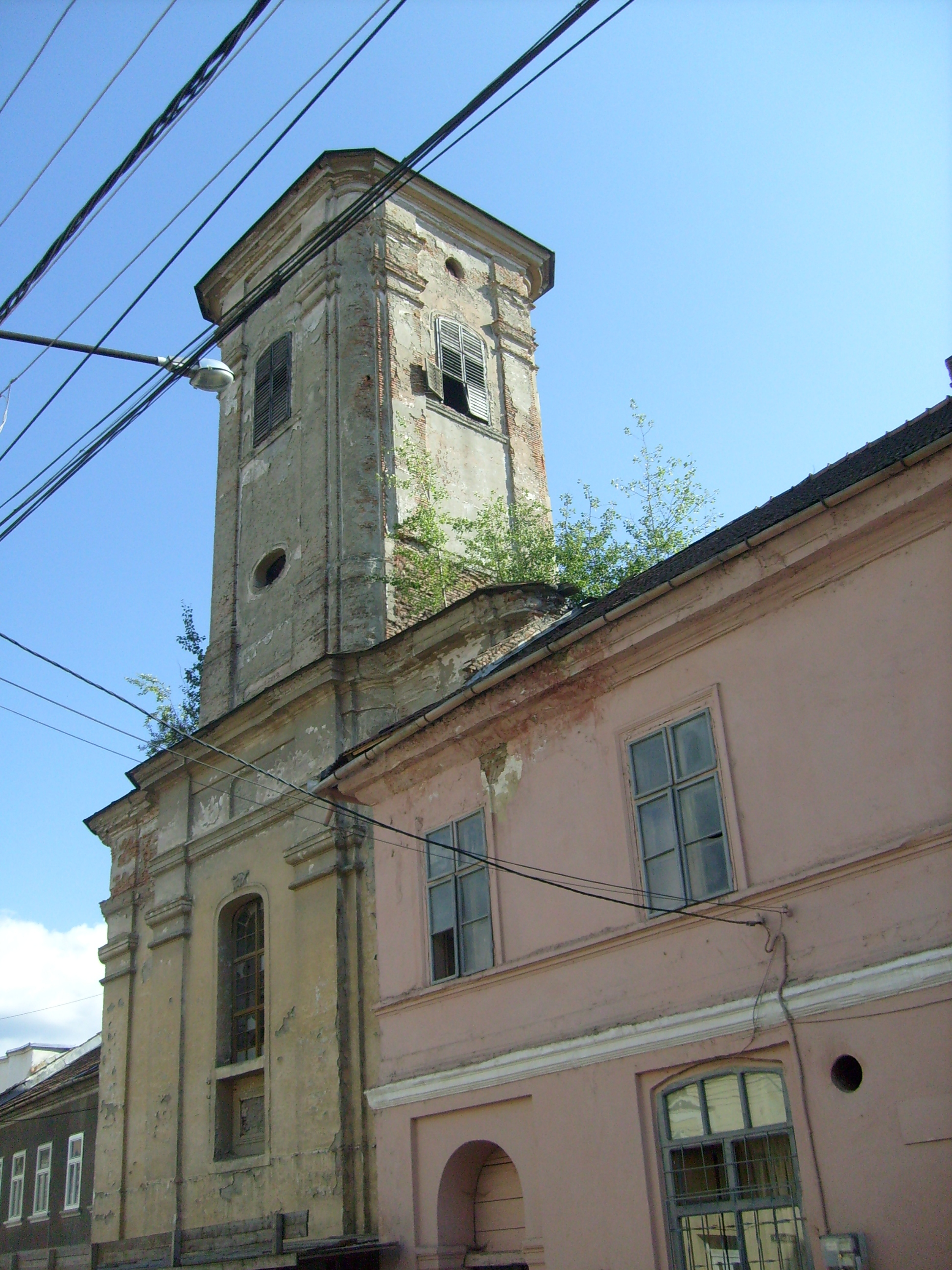
Unitarische kerk Abrud
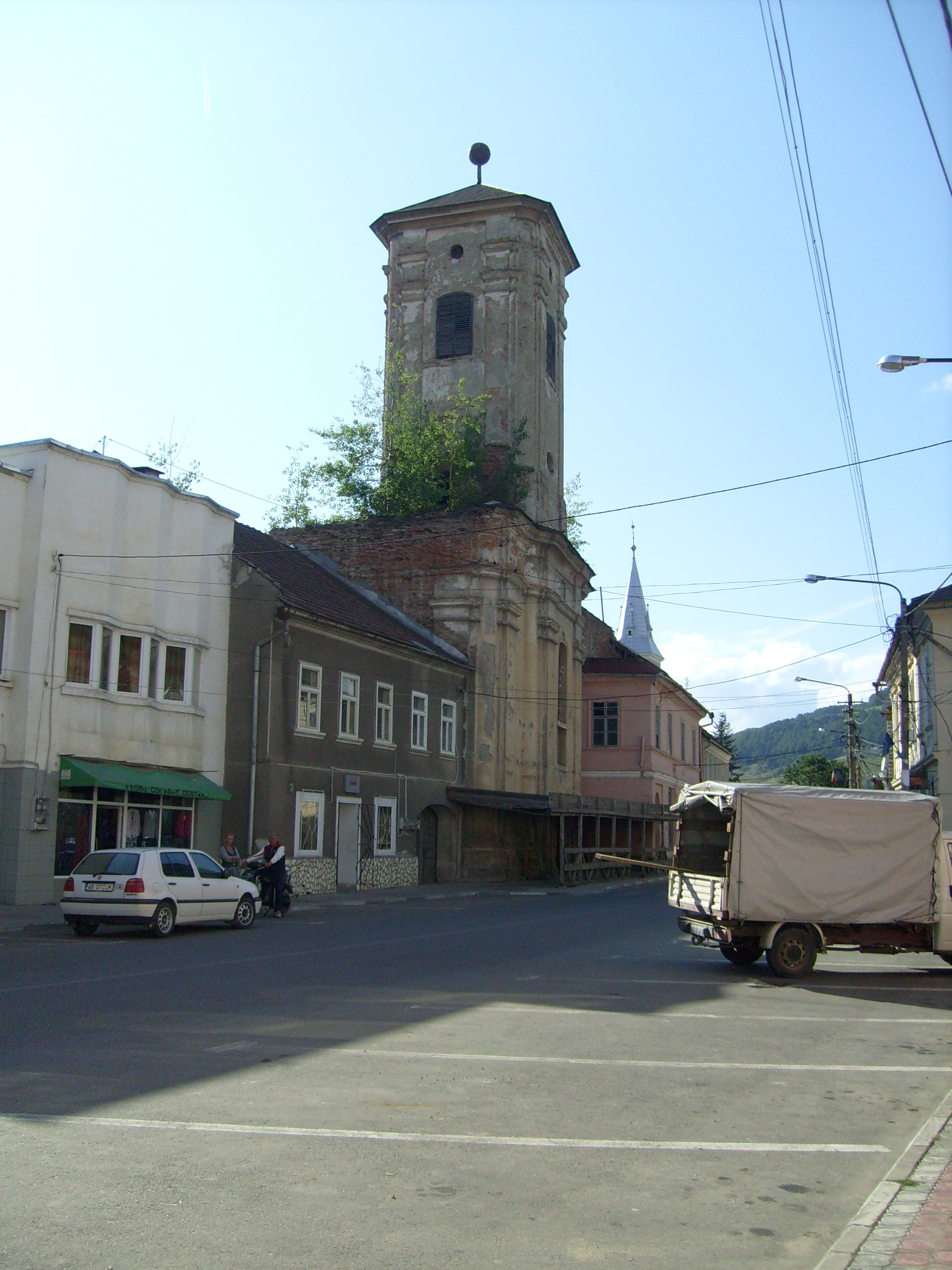
Unitarische kerk met op achtergrond Hongaars Gereformeerde Kerk
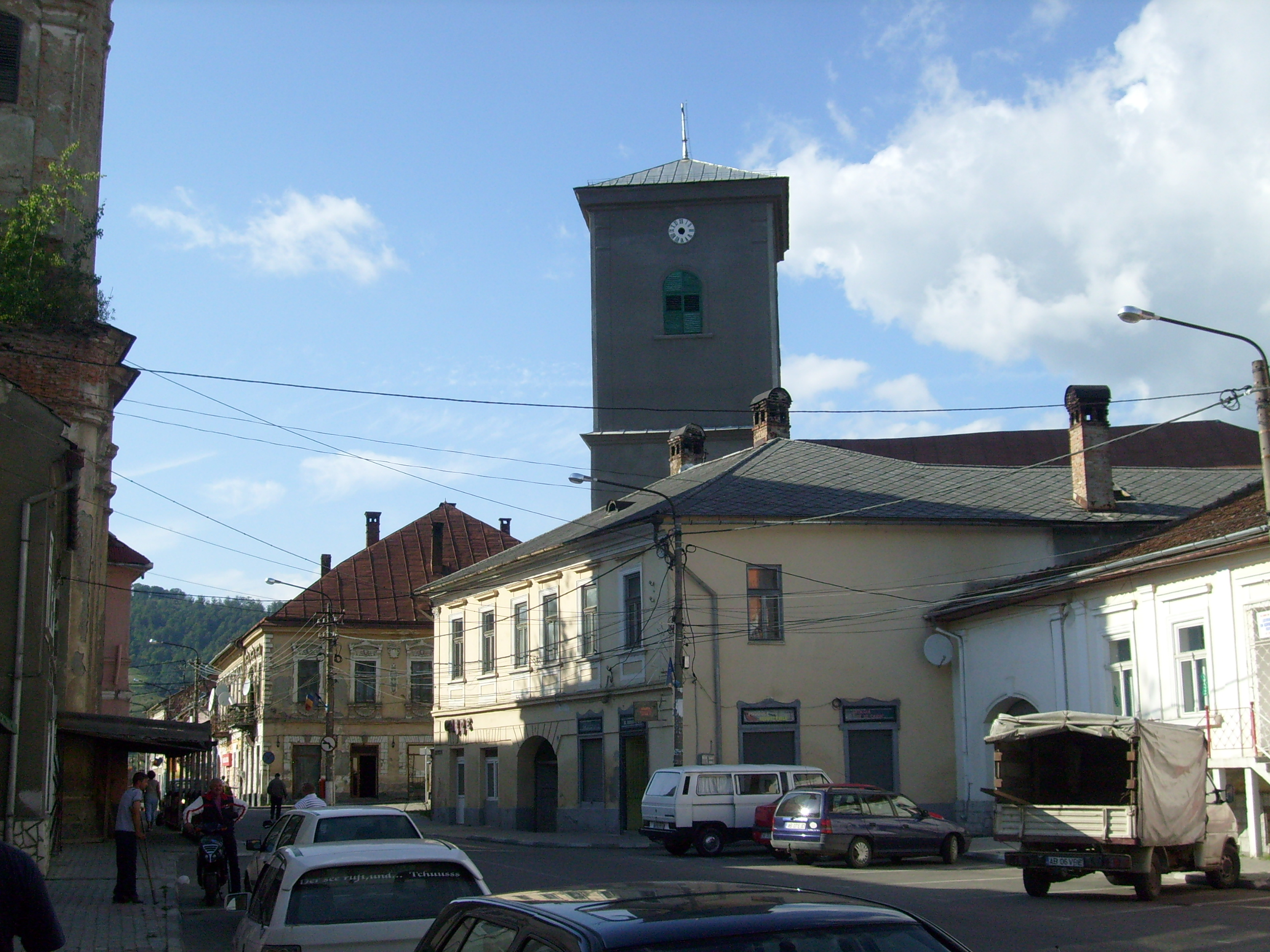
Rooms-Katholieke Kerk
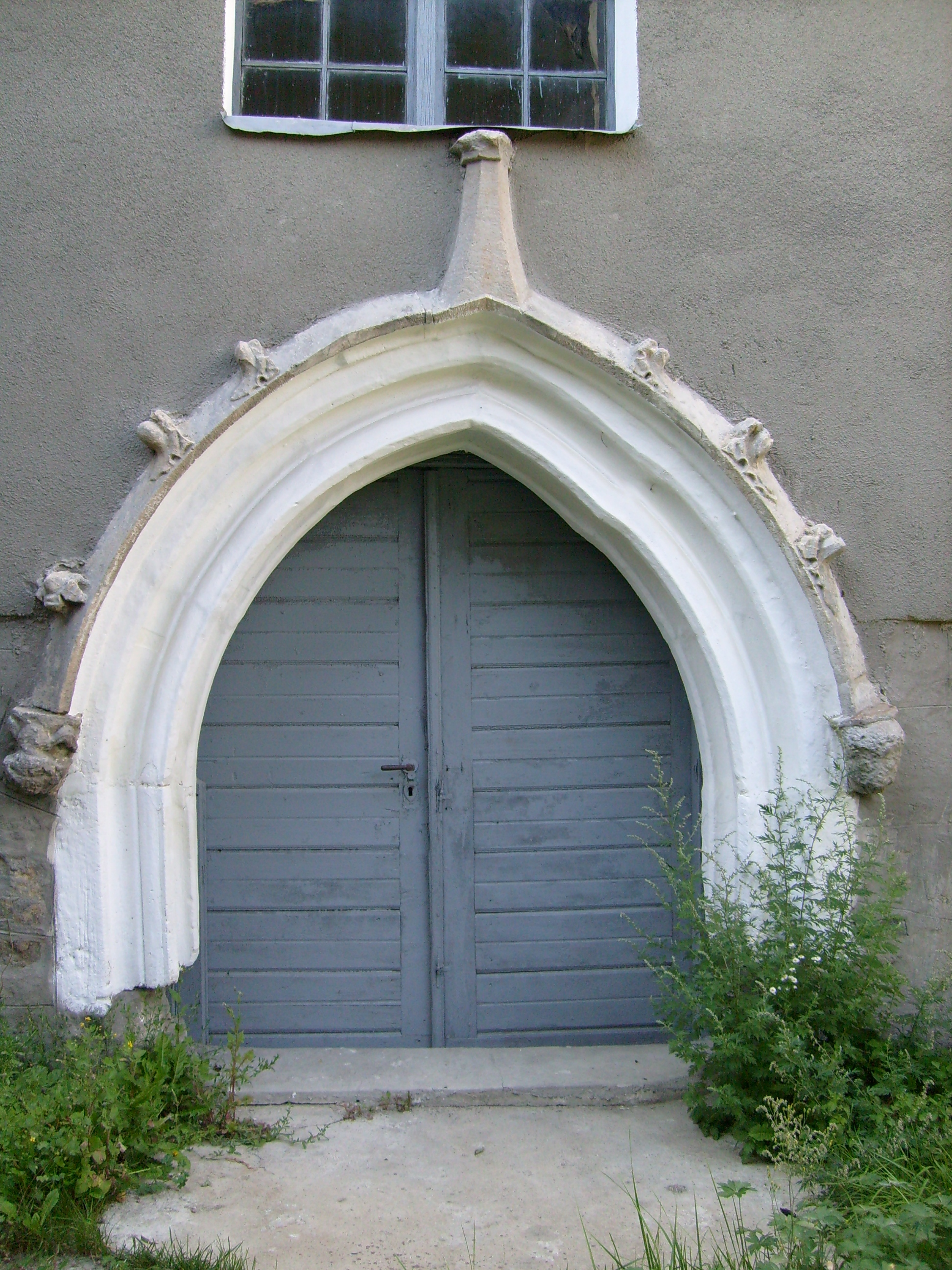
Entree Katholieke Kerk
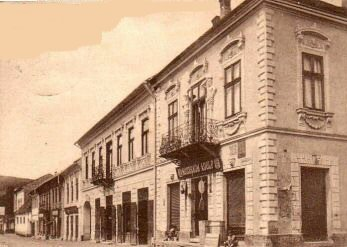
Stadsbeeld

Steden met gemeentestatus: Alba Iulia · Aiud · Blaj · Sebeș

Steden zonder gemeentestatus: Abrud · Baia de Arieș · Câmpeni · Cugir · Ocna Mureș · Teiuș · Zlatna

Gemeenten: Albac · Almaşu Mare · Arieșeni · Avram Iancu · Berghin · Bistra · Blandiana · Bucium · Câlnic · Cenade · Cergău · Ceru-Băcăinți · Cetatea de Baltă · Ciugud · Ciuruleasa · Crăciunelu de Jos · Cricău · Cut · Daia Română · Doștat · Fărău · Galda de Jos · Gârda de Sus · Gârbova · Hopârta · Horea · Ighiu · Întregalde · Jidvei · Livezile · Lupșa · Lopadea Nouă · Lunca Mureșului · Meteș · Mihalț · Mirăslău · Mogoș · Noșlac · Ocoliș · Ohaba · Pianu · Poiana Vadului · Ponor · Poșaga · Rădești · Râmeț · Rimetea · Roșia de Secaș · Roșia Montană · Sălciua · Săliștea · Sâncel · Săsciori · Sântimbru · Scărișoara · Stremț · Șibot · Sohodol · Șpring · Șugag · Șona · Unirea · Vadu Moților · Valea Lungă · Vidra · Vințu de Jos